# Evolución (película de 2015)
Evolución (en francés: Évolution) es una película francesa de suspenso y terror de ciencia ficción de 2015 dirigida por Lucile Hadžihalilović. Se mostró en la sección Vanguard del Festival Internacional de Cine de Toronto de 2015.

## Reparto
- Max Brebant como Nicolás
- Roxane Durán como Stella
- Julie-Marie Parmentier como madre
- Nissim Renard como Frank
- Mathieu Goldfeld como Víctor
- Pablo-Noé Étienne como Lucas

## Recepción
Evolución recibió críticas generalmente positivas de los críticos. El sitio web del agregador de reseñas Rotten Tomatoes informa una calificación de aprobación del 82% según 62 reseñas, con una calificación promedio de 7.26/10. El consenso de los críticos del sitio dice: "Espeluznante, provocativo y estéticamente absorbente, Evolution marca un paso adelante satisfactorio para la directora/coguionista Lucile Hadzihalilovic". En Metacritic, que asigna una calificación normalizada de 100 a las reseñas de los principales críticos, la película recibió una puntuación promedio de 77 basada en 19 reseñas, lo que indica "críticas generalmente favorables".